# Лоренсвілл (Джорджія)
Лоренсвілл (англ. Lawrenceville) — місто (англ. city) в США, в окрузі Гвіннетт штату Джорджія. Населення — 30 629 осіб (2020).

## Географія
Лоренсвілл розташований за координатами 33°57′10″ пн. ш. 83°59′32″ зх. д. / 33.95278° пн. ш. 83.99222° зх. д. (33.952879, -83.992234).  За даними Бюро перепису населення США в 2010 році місто мало площу 34,98 км², з яких 34,69 км² — суходіл та 0,29 км² — водойми.

### Клімат
| Клімат : Лоренсвілл     | Клімат : Лоренсвілл | Клімат : Лоренсвілл | Клімат : Лоренсвілл | Клімат : Лоренсвілл | Клімат : Лоренсвілл | Клімат : Лоренсвілл | Клімат : Лоренсвілл | Клімат : Лоренсвілл | Клімат : Лоренсвілл | Клімат : Лоренсвілл | Клімат : Лоренсвілл | Клімат : Лоренсвілл | Клімат : Лоренсвілл |
| Показник                | Січ.                | Лют.                | Бер.                | Квіт.               | Трав.               | Черв.               | Лип.                | Серп.               | Вер.                | Жовт.               | Лист.               | Груд.               | Рік                 |
| Абсолютний максимум, °C | 26,7                | 26,1                | 30,6                | 34,4                | 36,1                | 38,3                | 40,0                | 39,4                | 37,8                | 31,7                | 30,6                | 24,4                | 40,0                |
| Середній максимум, °C   | 12,2                | 14,4                | 18,9                | 23,3                | 27,2                | 31,1                | 32,8                | 31,7                | 28,3                | 23,3                | 18,3                | 12,8                | 32,8                |
| Середній мінімум, °C    | −0,6                | 0,6                 | 3,9                 | 7,8                 | 12,8                | 17,8                | 20,0                | 19,4                | 15,6                | 10,0                | 4,4                 | 0,6                 | −0,6                |
| Абсолютний мінімум, °C  | −22,2               | −17,2               | −15                 | −4,4                | 0,6                 | 4,4                 | 10,6                | 6,7                 | 1,1                 | −4,4                | −10,6               | −20                 | −22,2               |
| Норма опадів, мм        | 118                 | 117                 | 130                 | 91                  | 81                  | 108                 | 103                 | 100                 | 104                 | 93                  | 102                 | 94                  | 1242                |
| ----------------------- | ------------------- | ------------------- | ------------------- | ------------------- | ------------------- | ------------------- | ------------------- | ------------------- | ------------------- | ------------------- | ------------------- | ------------------- | ------------------- |
| Джерело:                |                     |                     |                     |                     |                     |                     |                     |                     |                     |                     |                     |                     |                     |

## Демографія
Згідно з переписом 2010 року, у місті мешкало 28 546 осіб у 9973 домогосподарствах у складі 6923 родин. Густота населення становила 816 осіб/км².  Було 11187 помешкань (320/км²).
Расовий склад населення:
| - 48,0 % — білих - 32,0 % — чорних або афроамериканців - 5,7 % — азіатів - 0,6 % — корінних американців - 10,3 % — осіб інших рас |

До двох чи більше рас належало 3,4 %. Частка іспаномовних становила 22,3 % від усіх жителів.
За віковим діапазоном населення розподілялося таким чином: 29,8 % — особи молодші 18 років, 61,0 % — особи у віці 18—64 років, 9,2 % — особи у віці 65 років та старші. Медіана віку мешканця становила 32,4 року. На 100 осіб жіночої статі у місті припадало 91,4 чоловіків;  на 100 жінок у віці від 18 років та старших — 87,5 чоловіків також старших 18 років.
Середній дохід на одне домашнє господарство  становив 53 684 долари США (медіана — 41 743), а середній дохід на одну сім'ю — 56 047 доларів (медіана — 41 313). Медіана доходів становила 35 970 доларів для чоловіків та 30 953 долари для жінок. За межею бідності перебувало 24,4 % осіб, у тому числі 35,5 % дітей у віці до 18 років та 15,7 % осіб у віці 65 років та старших.
Цивільне працевлаштоване населення становило 12 663 особи. Основні галузі зайнятості: роздрібна торгівля — 19,2 %, освіта, охорона здоров'я та соціальна допомога — 18,3 %, науковці, спеціалісти, менеджери — 10,7 %, будівництво — 9,9 %.